# Gnophomyia justoides
Gnophomyia justoides är en tvåvingeart som beskrevs av Alexander 1938. Gnophomyia justoides ingår i släktet Gnophomyia och familjen småharkrankar. Inga underarter finns listade i Catalogue of Life.